# Sciophila aberrans
Sciophila aberrans är en tvåvingeart som beskrevs av Philippi 1865. Sciophila aberrans ingår i släktet Sciophila och familjen svampmyggor. Inga underarter finns listade i Catalogue of Life.